# Izba Dworcowa dla Matki i Dziecka
Izba Dworcowa dla Matki i Dziecka – forma pomocy społecznej dla kobiet ciężarnych oraz matek z małymi dziećmi funkcjonująca na większych dworcach w Polsce w okresie 1945–1948.
Izby były placówkami całodobowymi, organizowanymi na większych, zwłaszcza węzłowych stacjach kolejowych, w celu udzielania wsparcia podróżującym kobietom, zwłaszcza będącym w trakcie procesu repatriacyjnego (wysiedlenie Polaków z Kresów Wschodnich). Miały ułatwiać wielogodzinne oczekiwanie na połączenia, w związku z czym zakładano, że można w nich było przebywać do 24 godzin. Oprócz noclegów w izbach można było załatwiać kwestie biletowe, a także otrzymać posiłek. Większość świadczonych usług była bezpłatna, jedynie w niektórych przypadkach wymagano dopłaty za posiłki. Personel izb stanowiły pielęgniarki, opiekunki społeczne oraz sprzątaczki.
Placówki podlegały Ministerstwu Pracy i Opieki Społecznej. Ich organizatorami i operatorami były różne organizacje, m.in.: Liga Kobiet, Caritas, Polski Czerwony Krzyż i Robotnicze Towarzystwo Przyjaciół Dzieci. Likwidacja izb rozpoczęła się latem 1948, kiedy to działało ich jeszcze 64. Likwidacja była spowodowana względną poprawą komunikacji kolejowej, jak również ogólną stabilizacją życia w Polsce.
Dworcowe Izby dla Matki i Dziecka rozpoczęto ponownie organizować na największych dworcach w latach pięćdziesiątych XX wieku pod egidą Kolejowej Służby Zdrowia. Z ich usług mogły korzystać osoby posiadające ważny bilet, podróżujące z dzieckiem nie wykazującym objawów choroby zakaźnej oraz kobiety ciężarne. Celem działalności tych izb było udzielenie schronienia i umożliwienie krótkiego odpoczynku w trakcie podróży, jak również stworzenie warunków umożliwiających odpowiednią opiekę nad dzieckiem. Aby spełniać te wymogi izby wyposażone były w przewijaki, kąciki sanitarne, jak również kuchnię mleczną. Wydawane było ciepłe mleko (odpłatnie). Inne wyposażenie izb stanowiły łóżeczka dziecięce oraz miejsce odpoczynku dla matek. W izbach zatrudniane były pielęgniarki, które badały dzieci pod kątem istnienia chorób zakaźnych, opiekowały się nimi w trakcie odpoczynku matek, edukowały zdrowotnie i dbały o samą izbę.